# Адміністративний устрій Катеринопільського району
Адміністративний устрій Катеринопільського району — адміністративно-територіальний поділ Катеринопільського району Черкаської області на 1 селищну громаду, 1 сільську громаду, 1 селищну раді і 17 сільських рад, які об'єднують 60 населених пунктів та підпорядковані Катеринопільській районній раді. Адміністративний центр — смт Катеринопіль.

## Список громадКатеринопільського району
- Єрківська селищна громада
- Мокрокалигірська сільська громада

## Список радКатеринопільського району
| №  | Назва                          | Центр            | Населені пункти                             | Площа км² | Місце за площею | Населення (2001), осіб | Місце за населенням |
| -- | ------------------------------ | ---------------- | ------------------------------------------- | --------- | --------------- | ---------------------- | ------------------- |
| 1  | Катеринопільська селищна рада  | смт Катеринопіль | смт Катеринопіль                            |           |                 | 6366                   | 1                   |
| 2  | Бродецька сільська рада        | с. Бродецьке     | с. Бродецьке                                |           |                 | 519                    | 19                  |
| 3  | Вербовецька сільська рада      | с. Вербовець     | с. Вербовець                                |           |                 | 707                    | 12                  |
| 4  | Вікнинська сільська рада       | с. Вікнине       | с. Вікнине с. Грушківка                     |           |                 | 1073                   | 6                   |
| 5  | Гончариська сільська рада      | с. Гончариха     | с. Гончариха с-ще Новоукраїнка с. Ромейково |           |                 | 858                    | 8                   |
| 6  | Гуляйпільська сільська рада    | с. Гуляйполе     | с. Гуляйполе                                |           |                 | 663                    | 14                  |
| 7  | Кайтанівська сільська рада     | с. Кайтанівка    | с. Кайтанівка                               |           |                 | 717                    | 11                  |
| 8  | Киселівська сільська рада      | с. Киселівка     | с. Киселівка                                |           |                 | 520                    | 18                  |
| 9  | Лисичобалківська сільська рада | с. Лисича Балка  | с. Лисича Балка                             |           |                 | 598                    | 16                  |
| 10 | Новоселицька сільська рада     | с. Новоселиця    | с. Новоселиця                               |           |                 | 1102                   | 5                   |
| 11 | Пальчиківська сільська рада    | с. Пальчик       | с. Пальчик с. Луківка                       |           |                 | 765                    | 10                  |
| 12 | Петраківська сільська рада     | с. Петраківка    | с. Петраківка                               |           |                 | 858                    | 9                   |
| 13 | Потоківська сільська рада      | с. Потоки        | с. Потоки с. Кобилянка                      |           |                 | 452                    | 22                  |
| 14 | Розсохуватська сільська рада   | с. Розсохуватка  | с. Розсохуватка                             |           |                 | 917                    | 7                   |
| 15 | Стійковська сільська рада      | с. Стійкове      | с. Стійкове                                 |           |                 | 247                    | 24                  |
| 16 | Ступичненська сільська рада    | с. Ступичне      | с. Ступичне                                 |           |                 | 674                    | 13                  |
| 17 | Шостаківська сільська рада     | с. Шостакове     | с. Шостакове                                |           |                 | 497                    | 21                  |
| 18 | Ямпільська сільська рада       | с. Ямпіль        | с. Ямпіль                                   |           |                 | 373                    | 23                  |

* Примітки: м. — місто, с-ще — селище, смт — селище міського типу, с. — село